# Guy Paillotin
Guy Paillotin, né le 1er novembre 1940 à Paris et mort le 18 septembre 2017 à Brives-sur-Charente, est un ingénieur et chercheur français, qui a dirigé ou présidé divers grands organismes publics de recherche.

## Biographie
Guy Paillotin est polytechnicien, ancien élève de Mines ParisTech, ingénieur au corps des mines et docteur en sciences physiques de Paris XI-Orsay (1974).
Guy Paillotin a commencé sa carrière au CEA comme chercheur en biophysique (1966-1975), puis devient chef du service de biophysique au CEA (1975-1981).
Il passe au ministère de la recherche et de la technologie (1982-1983) où il organise sous la direction de Maurice Allègre un secrétariat général des programmes mobilisateurs.
De retour au CEA, il y est adjoint au chef du département biologie (1983-1984).
Il est alors nommé directeur général adjoint de l'INRA (1984-1989).
Il devient administrateur général adjoint du CEA (1989-1992).
De 1989 à 1991, il est président du Comité national d’évaluation de la recherche.
De 1991 à 1999, il préside l'INRA. Il préside en outre le CIRAD de 1992 à 1999.
Il préside le conseil d'administration de l'INA-PG depuis 1999 et diverses instances destinées à la recherche, à l'environnement ou à l'alimentation (de l’AFME, du CEMAGREF, de commissions du CNRS, du Conseil national de l’alimentation).
De 2000 à 2003, il est également président du conseil d'administration de l'IMT Mines Albi.
Il préside aussi le conseil d'administration de l’Agence française de sécurité sanitaire de l’environnement et du travail à partir de 2002.
Il était jusqu'à son décès, secrétaire perpétuel de l'Académie d'agriculture, membre de Comité d'éthique et de précaution pour les applications de la recherche agronomique (COMEPRA).
Ses travaux de recherche ont porté sur les mécanismes de base de la photosynthèse et en particulier le transport d’énergie.
Guy Paillotin a publié de nombreux articles scientifiques et ouvrages de vulgarisation. Il a écrit Les aliments du futur et est l’auteur avec Dominique Rousset de l’ouvrage Tais toi et mange.
Il est l’auteur du rapport sur l’agriculture raisonnée pour le ministre de l’Agriculture.
Il fut également président des Scouts de France de 1996 à 1999.

## Distinctions
- Officier de la Légion d'honneur (2005)[3]
- Officier de l'ordre national du Mérite
- Commandeur du Mérite agricole